# キングオブチキン

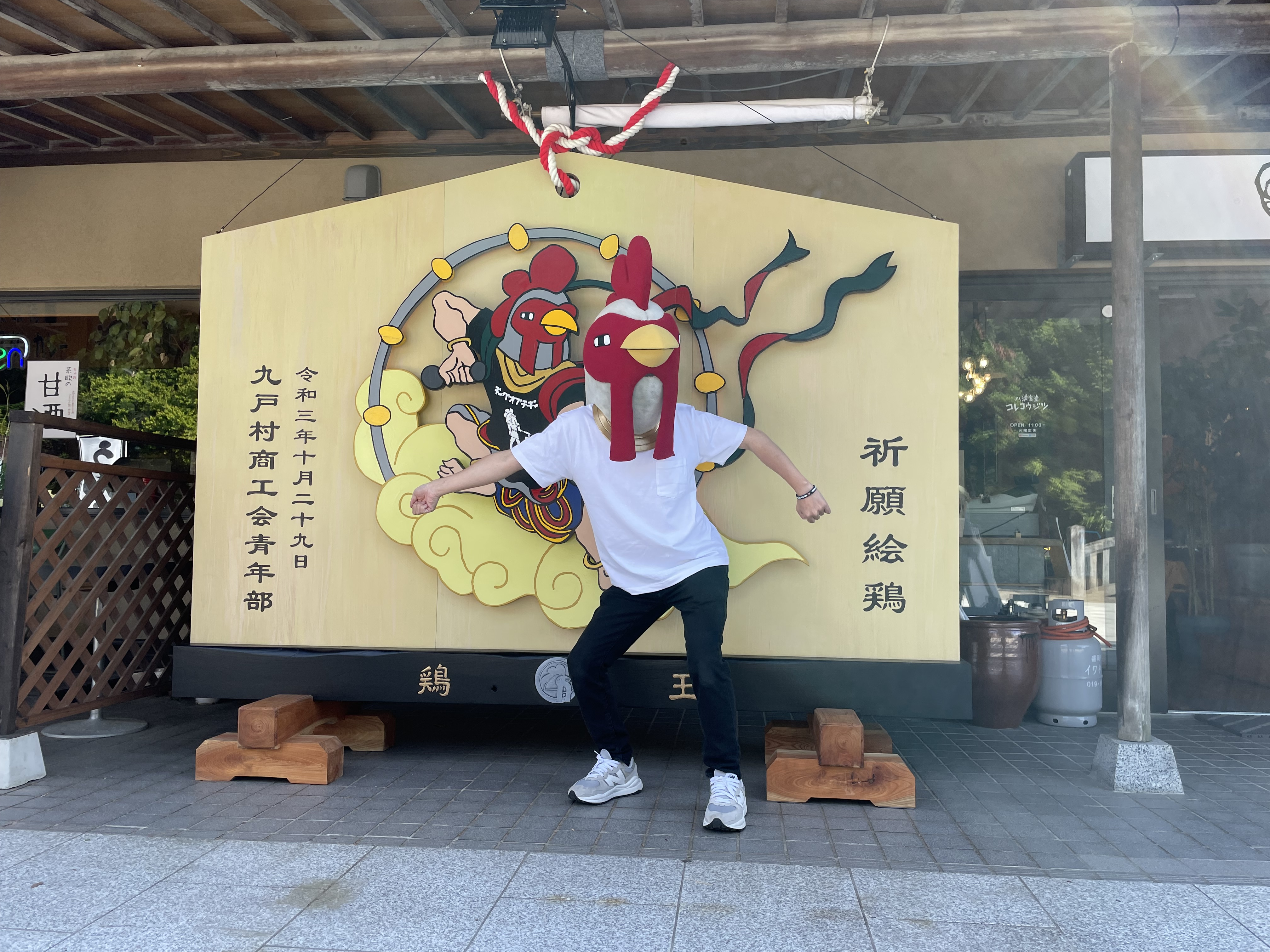
自身がデザインした超巨大絵馬（鶏）の前でポーズをとるキングオブチキン氏

キングオブチキンは、岩手県九戸村の非公認マスコットキャラクター。および同キャラクターを使用したアート活動、エンターテインメント等の企画自体も指している。

## 概要
「頭はニワトリ」「身体は人間」という設定で、2019年7月に同村商工会青年部が開始した基幹産業である、ブロイラーをモチーフにしたアートディレクションプロジェクトから誕生。愛称は「オブチキ」「オブチキさん」「鶏王」「王」など。中の人がつくる独特のデザインがSNSで人気を集めデザイナー・イラストレーター・音楽プロデューサー・絵本作家・ラジオパーソナリティとしても活躍している。
キングオブチキンのファンのことを「鳥貴族」「民（たみ）」「どう民（どうかしてるたみ）」などと呼んでいる。
当初は商工会青年部が主導していたが、活動機会の増加やグッズ展開を開始するにあたり九戸村の若手中心でくのへオブチキクリエーターズを創設し、作品製作を主に青年部が担当、デザイン補助やイベント運営、グッズ展開等をオブチキクリエイターズが担当している。なお、掛け持ちしているメンバーも複数名いる。
2020年10月に岩手県で開催された「ゆるキャラグランプリ2020 THE FINAL」にエントリーするも書類選考で落選したが、それが逆に話題となった。
村や県からは公認されていないが、同村では2020年から10月29日を「とりにく」と語呂合わせて同キャラクターの名を冠したオブチキ感謝祭を約3週間に渡り開催しており、例年多くの人が来村する。
2021年の感謝祭では、岩手県盛岡市のベアレンビールとのコラボが実現しベアレンclassicオブチキラベルが同村内で限定販売され大きな話題となった。
2021年からは音楽プロデュサーとしての活動も顕著で「ザ・トリフターズ」というコミックバンドで全世界配信を行っている。
2021年9月24日には二戸警察署で1日警察署長に任命された。これはオブチキ発足以来、ポスターやステッカー等で安全運転啓発を続けてきたことが評価されてのことである。
2022年にはこれまでの「オブチキ活動」を作品展として個展を開催した。

## 特徴
多くのマスコットキャラクターはPRしたいものを象徴した形状のものを全身に着け、愛くるしい動きをし着ぐるみは自ら話さないが、同キャラクターは2021年5月21日出演したテレビ番組がキッカケでトークを解禁し、各種イベントで普通に会話が出来るご当地キャラクターとし確立された。また、頭部だけが着ぐるみという特性を活かし様々な服装が可能となりスーツやいわてグルージャ盛岡のユニフォーム、また自身がデザインしたオリジナルTシャツなどを着こなしている。軽装により軽やかな動きも特徴的で人差し指を上に向け「てっぺんトリます」ポーズがお約束となっている。

## メディア出演

### テレビ番組

#### 岩手めんこいテレビ
- GOOD LUCK STORY - 2020年4月5日
- 8っぴーサタデー - 2020年11月4日
- サタデーファンキーズ - 2022年6月4日

#### IBC岩手放送
- じゃじゃじゃTV - 2020年6月6日
- わが町ばんざい -2020年11月4日[11]
- IBCご当地キャラ大運動会 - 2021年1月2日
- じゃじゃじゃスペシャル - 2021年10月16日

#### NHK盛岡放送局
- おばんですいわて - 2021年2月4日

#### テレビ岩手
- 5きげんテレビ - 2021年5月21日トーク解禁

#### 岩手朝日テレビ
- Go！Go！いわて - 2021年10月23日

### ラジオ番組
- カシオペアFM - 2019年9月20日
- カシオペアFM - 2020年9月18日
- カシオペアFM - 2020年12月19日
- IBC新米ママの井戸端会議 - 2021年6月25日
- IBC松原友希のアフタースクールらじお - レギュラー。役職は「生徒怪鳥」。番組を「乗っトリます」というのがお約束である。「クリエイティ部」というコーナーを持っているが番組冒頭から乱入するスタイルが定着している。2021年10月15日〜[12]

### 新聞

#### デーリー東北新聞
- ふみづくえ（エッセイ・連載） - 2022年4月6日〜

## 作品展
2022年6月、同キャラクターの中の人がデザインしたイラスト・グッズ・音楽・オブチキ活動歴などを展示した作品展が岩手県盛岡市の盛岡八幡宮境内にある八満食堂コレコウジツで開催された。

## 絵本「にわとりになったぼく」
- 2021年4月1日　絵本「にわとりになったぼく[15]」- 当初SNS上へ公開し出版の可能性を世論にゆだねたが断念、その後クラウドファンディングを利用し出版に至る。
- キングオブチキンの自叙伝的な内容になっている。ある朝起きると鶏の顔になっていた「ぼく」は村人と接していくうちに本来の自分を取り戻していく。外見だけで判断せず多様性を認める村になって欲しいとの願いが込めて制作された。
- この絵本はたくさんの子ども達に読んでもらいたいという想いから岩手県内全ての公立図書館に寄贈された。また、クラウドファンディング参加者の間でも、自分の地域の図書館に寄贈する動きが多く見られた。

## 楽曲
キングオブチキンを中心としたメンバーで構成された「ザ・トリフターズ」が歌う。楽曲は全てニワトリをテーマに制作されている。

### シングル
|     | 発売日        | タイトル                               | 規格                   | 備考                                                                                          |
| --- | ------------- | -------------------------------------- | ---------------------- | --------------------------------------------------------------------------------------------- |
| 1st | 2021年5月17日 | NEGIMA LOVER                           | デジタル・ダウンロード | デビュー曲                                                                                    |
| 2nd | 2021年5月17日 | トリフのほうげ節                       | デジタル・ダウンロード | 作詞・作曲 うるめいわし                                                                       |
| 3rd | 2022年1月27日 | 深夜鶏皮カリカリにいためてる（仮）     | デジタル・ダウンロード | -                                                                                             |
| 4th | 2022年1月30日 | 唐揚げ大好きさおりさん(feat.Abe Saori) | デジタル・ダウンロード | FM岩手のラジオパーソナリティ阿部沙織とのコラボ楽曲                                            |
| 5th | 2022年4月9日  | CHICKEN CURRY MAGIC(vocal.tricco)      | デジタル・ダウンロード | IBC松原友希のアフタースクールらじお用に書き下ろした後、三人組女性ユニット「tricco」により収録 |

## 企業コラボ

### 2019年
- 福助寿司 - オブチキラーメン[16]
- カフェこちゃや - オブチキサンド[17]

### 2020年
- 南部美人 - オブチキラベル
- YUCCA - 5割増しでかわいくなるオブチキニット帽子[18]
- 栄宝堂 - 和菓子[19]

### 2021年
- 阿部繁孝商店 - オブチキバーガー[20]
- にのへ料理人の会 - 第１回オブチキカップ[21]
- 石橋煎餅 - 鶏味噌キューブ[22]
- ベアレン醸造所 - ベアレンオブチキラベル[5]

## 主な歴史

### 2019年
- 7月19日　オブチキプロジェクト初のグッズ販売【キングオブチキンTシャツ】おらほの宴で50枚完売[23]
- 11月3日　九戸村産業・芸術文化まつりで「ステッカー販売」売り上げを令和元年台風19号被害支援募金[24]

#### アイテム
- 飲酒運転撲滅キャンペーンポスター

#### グッズ
- Tシャツ｜ステッカー｜帆前掛け｜キャップ｜つなぎ

### 2020年
- 3月14日　着ぐるみ作成
- 3月20日　オブチキサポーター協賛スタート[25]
- 4月1日　着ぐるみ完成
- 6月25日　ゆるキャラグランプリ2020落選
- 10月27日　道の駅おりつめ「オドデ館」へ顔出しパネル設置[26]
- 10月29日　オブチキ感謝祭[27]開始｜オブチキ村宣言｜一日村長拝命
- 11月7日　九戸村レシートラリーのプレゼント商品「マフラータオル」1000本の在庫無くなる
- 11月25日　オブチキ感謝祭終了｜「マフラータオル」2500枚
- 11月29日　LINEスタンプ販売開始[28]制作協力に岩手を代表するイラストレーター、漫画家が参加。（たぐさん｜そのだつくし｜ピコ｜みうらのろこ｜浄法寺のねこ）
- 12月3日　東北流行語大賞ノミネート

#### グッズ
- 南部美人オリジナルラベル｜マフラータオル｜カレンダー｜ピンズ｜フリース

### 2021年
- 1月14日　マルイ造形家具とアンバサダー契約
- 2月16日　オブチキのわ[29]スタート
- 2月19日　絵本「ニワトリになったぼく」クラウドファンディング開始（300冊で40万目標）
- 2月21日　絵本クラウドファンディング40万突破出版決定
- 5月10日　ザ・トリフターズ配信決定
- 7月7日　ふるさと納税にオブチキTシャツ追加
- 7月18日　チェーンソーアート「オブチキ半跏思惟像」製作
- 9月21日　二戸警察署一日署長任命

### 2022年
- 6月8日　初の作品展『キングオブチキンIN盛岡』を開催[30]
- 7月12日　陸上自衛隊岩手駐屯地オリジナル陸自飯コラボ決定発表[31]
- 9月21日　二戸警察署1日交通課長
- 10月12日　ベアレンビールオブチキレッドラガー発売